# Борн, Фрэнсис Альфонс
Фрэнсис Альфонс Борн (англ. Francis Alphonsus Bourne; 23 марта 1861, Клапэм, Большой Лондон, Англия, Соединённое королевство Великобритании и Ирландии — 1 января 1935, Бантингфорд, Англия, Великобритания) — английский кардинал. Титулярный епископ Эпифании и коадъютор, с правом наследования, Саутуарка с 27 марта 1896 года по 9 апреля 1897 года. Епископ Саутуарка с 9 апреля 1897 года по 11 сентября 1903 года. Архиепископ Вестминстера с 11 сентября 1903 года по 1 января 1935 года. Кардинал-священник с 27 ноября 1911 года, с титулом церкви Санта-Пуденциана с 30 ноября 1911 года.